# Échangeur Paul Kagame de Kagbelen
Le Pont Paul-Kagame ou l’Échangeur Paul-Kagame de Kagbelen est une bifurcation d’une branche d’autoroute guinéenne la Route Le Prince puis trois routes (la jonction de la route nationale 3, de Km36 en direction de Dubreka et le prolongement de la route Le Prince en direction des usines industrielles de Kagbelen). La bifurcation est située à Kagbelen dans la région de Conakry,.

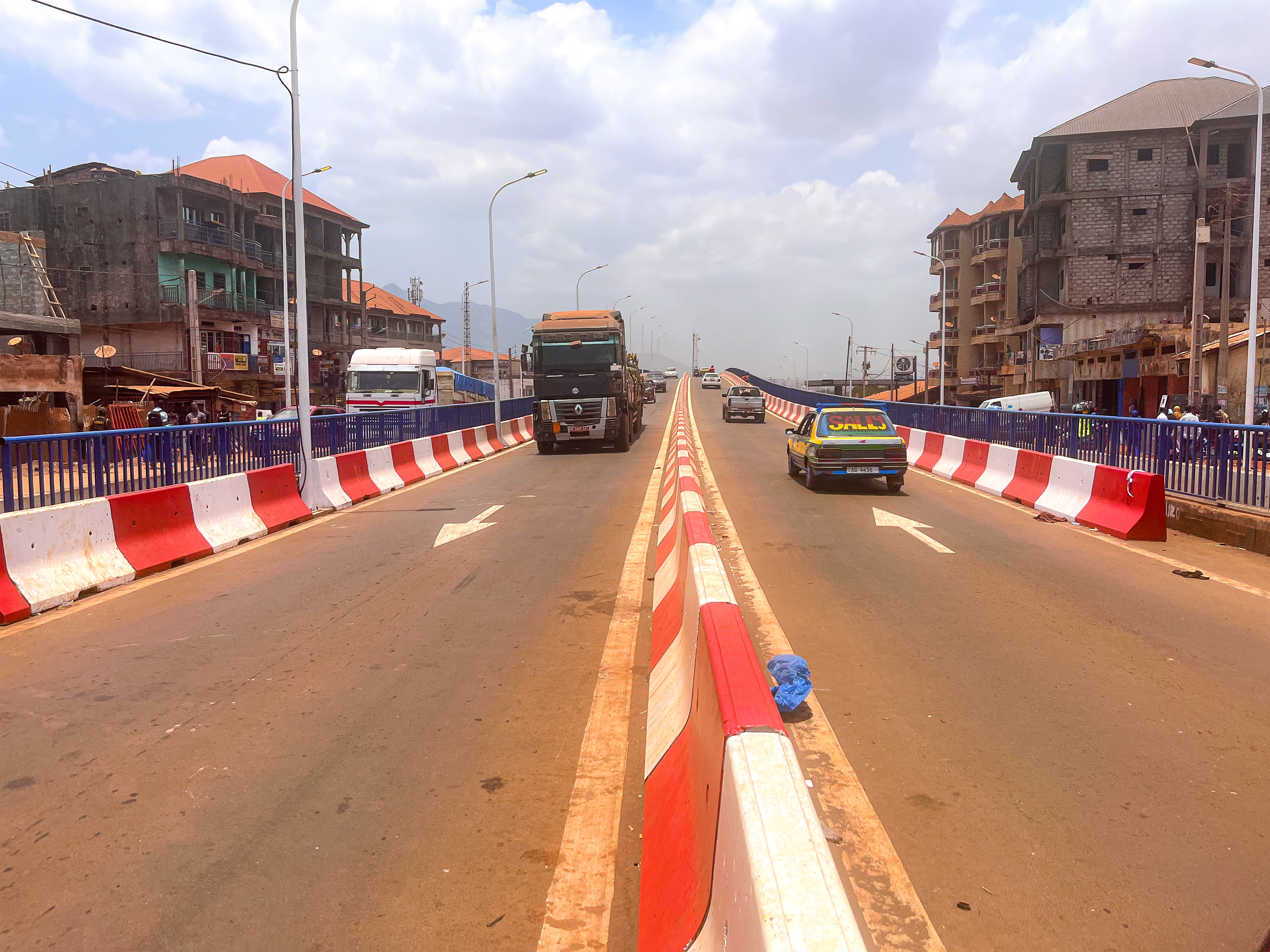

## Origine du nom
Son nom est en l’honneur du président rwandais Paul Kagame qui a assisté à l’inauguration du pont le 18 avril 2023, en visite officielle en Guinée.

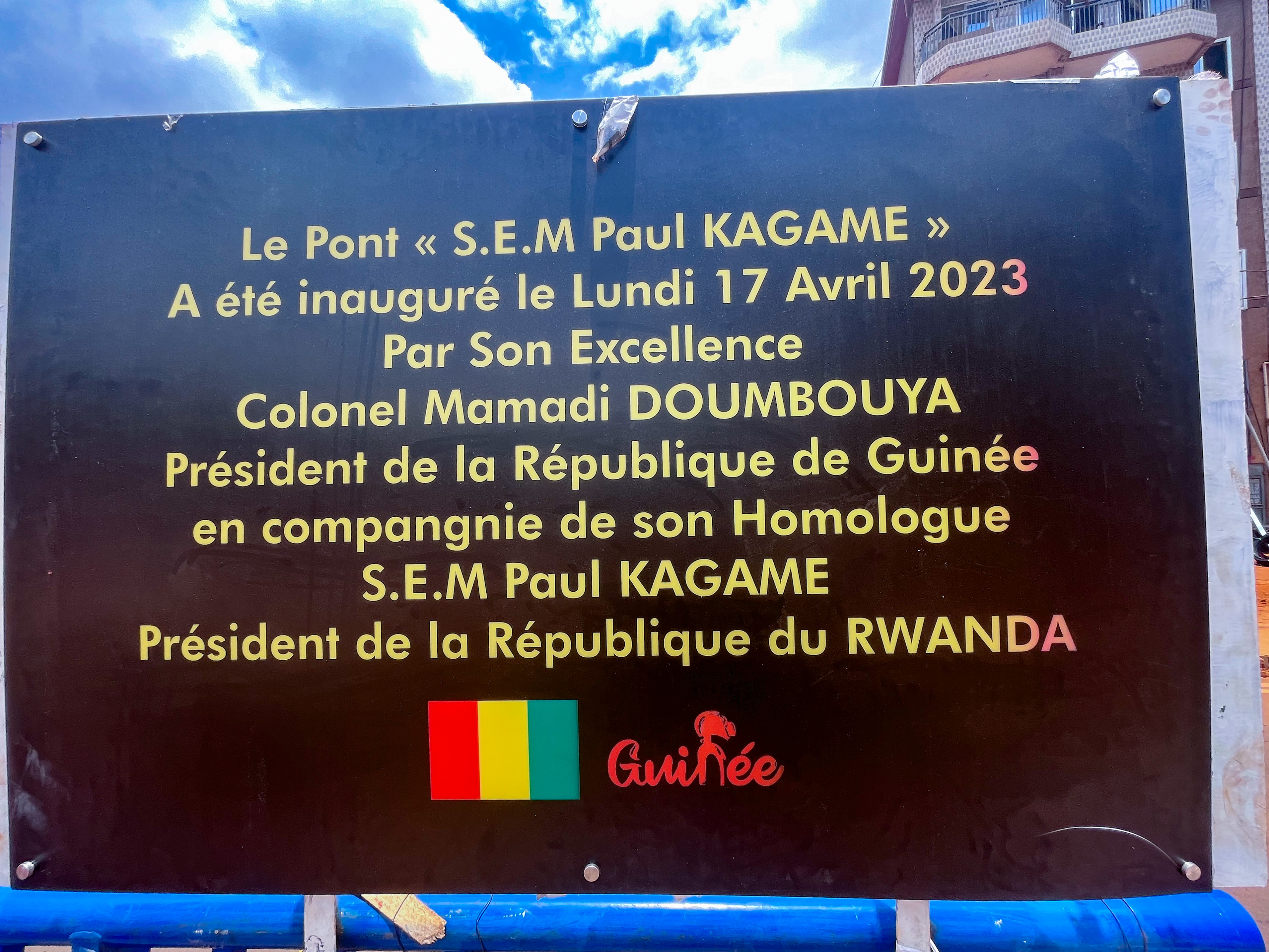

## Directions

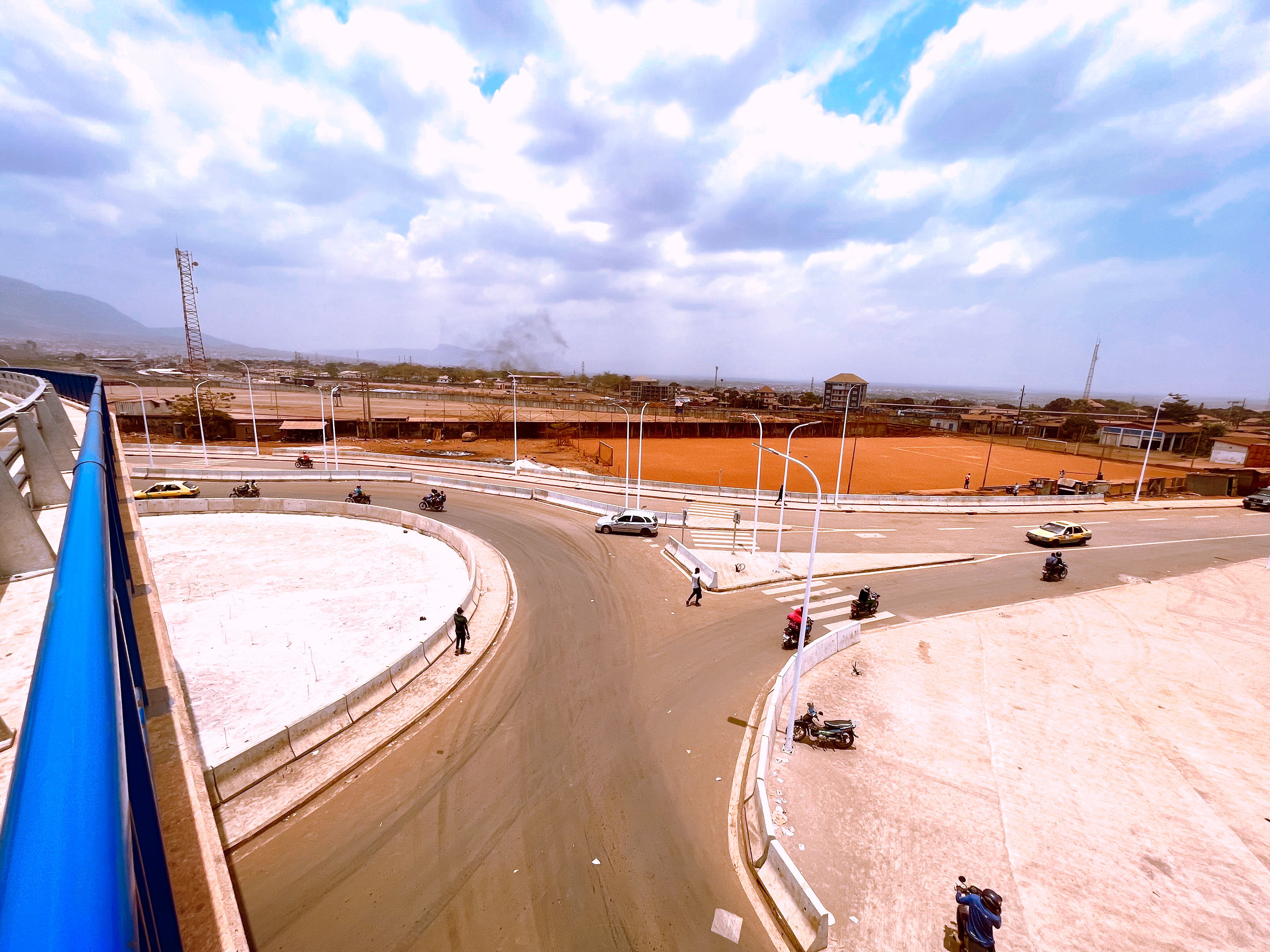

- Vers l'est, la Route le Prince prolonge son itinéraire en direction des sociétés industrielles pour s'achever à la rencontre la route nationale 1.
- Vers le nord, la Route le Prince en partance de Ratoma.
- Vers le nord-est, la route nationale 3 part en direction du Dubréka centre.
- Vers le sud-est, la nationale 3 part en direction du km 36.

## Fait marquant
Les deux présidents, Mamadi Doumbouya et Paul Kagame, sont présents lors de son inauguration,.

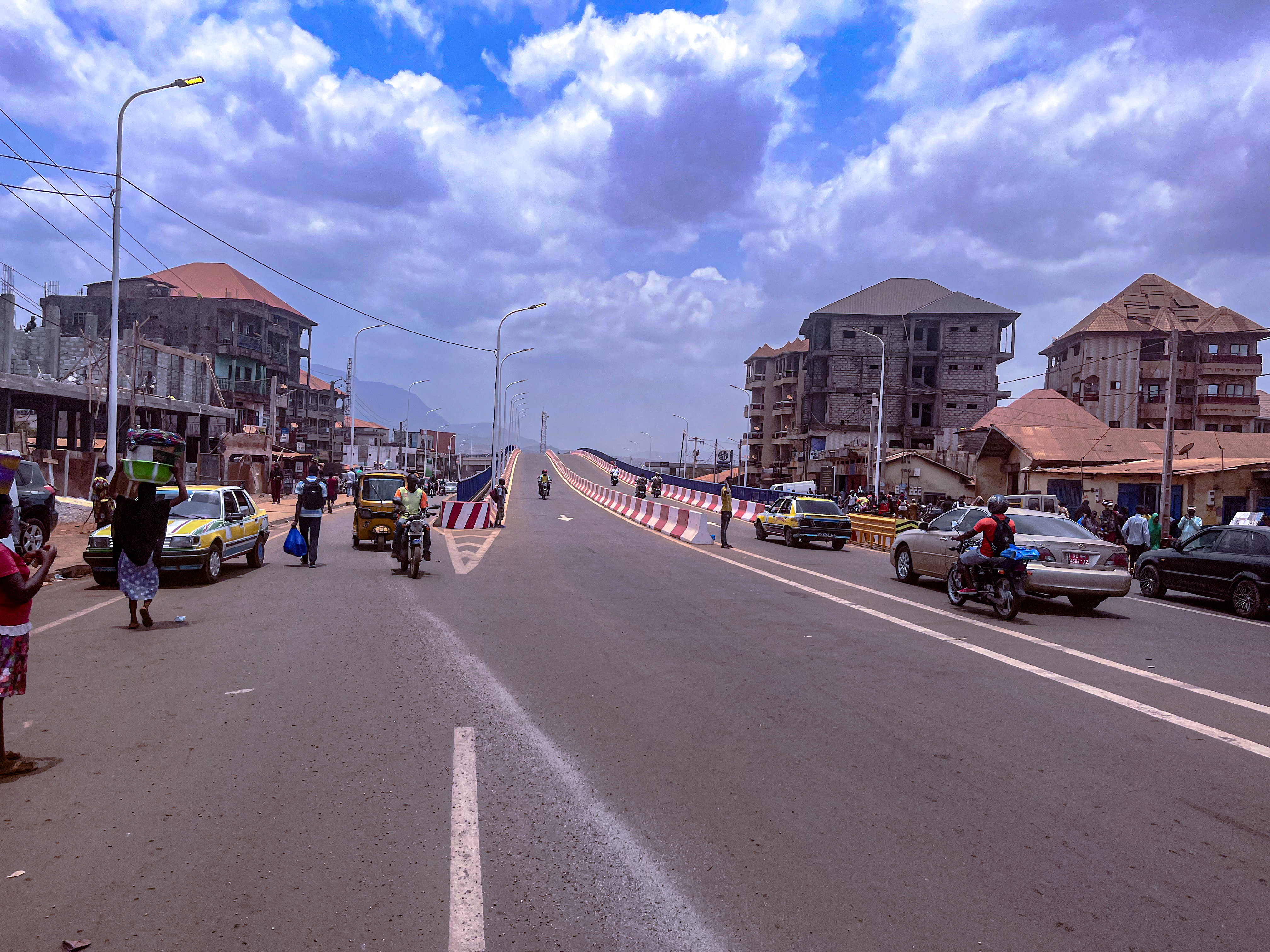